# José Adolfo Macías Villamar
José Adolfo Macías Villamar dit Fito, né le 30 septembre 1979 à Manta en Équateur, est un criminel, chef du cartel de Los Choneros depuis 2020. Le 7 janvier 2024, son évasion d'une prison déclenche l'état d'urgence dans le pays et le déclenchement le 9 janvier d'un conflit armé entre les cartels d'une part et l'armée et la police (en) d'autre part.

## Biographie

### Carrière criminel
En 2011, il fut arrêté pour trafic de drogue et crime organisé et incarcéré à la prison de La Roca. Le 11 février 2013, il s'évada avec 17 autres membres de Los Choneros. En mai 2013, ils ont été repris alors qu’ils se trouvaient à leur domicile. Il est condamné à 34 ans de prison au pénitencier du Littoral pour crime organisé, trafic de drogue et meurtres.
En prison, il a un « contrôle interne important de la prison » où il est incarcéré. Fito et Junior Roldán, un autre leader de « Los Choneros » assassiné en 2023 en Colombie, ont bénéficié d'un « traitement différencié et préférentiel de la part des autorités ».
En janvier 2024, il s'évade de la prison de Guayaquil (es) ce qui a conduit le gouvernement à déclarer l'état d'urgence. En réaction, des bandes criminelles ont lancé plusieurs attaques contre des civils et la police.
Le 2 avril 2025, un tribunal de New York a inculpé José Adolfo Macías Villamar de sept chefs d'accusation de trafic de drogue, de complot, de trafic d'armes et de distribution illégale de drogue aux États-Unis. 
Le 26 juin 2025, il est capturé dans un bunker souterrain de la ville de Manta en Équateur puis emmené dans la prison de haute sécurité de La Roca, à Guayaquil. Son extradition a été demandée par les États-Unis.
En juillet 2025, José Adolfo Macías Villamar, accepte une demande d'extradition de la Cour nationale équatorienne vers les États-Unis, pour y être jugé pour trafic de drogue, et contrebande d'armes. Il est extradé le 20 juillet 2025. Le 21 juillet 2025, devant le tribunal fédéral de Brooklyn, il plaide non coupable des chefs d'accusation retenus contre lui,. 

### Enlèvement de sa fille
Le 17 novembre 2021, la fille de Macías aurait été kidnappée avec sa cousine. Le 21 novembre, elle a été libérée et a déclaré que le ravisseur ne lui avait fait aucun mal ni abusé. Il a été révélé que les jeunes femmes avaient été kidnappées dans la région d'El Aromo.